# Ritmo di sant'Alessio
Il Ritmo di Sant'Alessio o Ritmo marchigiano su Sant'Alessio è una vita agiografica in metrica del leggendario Sant'Alessio di Roma composta nel tardo XII secolo per la rappresentazione pubblica da un giullare anonimo. Costituisce una delle prime testimonianze della letteratura italiana.
Il culto del santo fu principalmente promosso dai benedettini, a cominciare dall'Italia. Nel decimo secolo una vita greca fu adattata alla prosa latina. Nell'undicesimo secolo la sua leggenda, basata sulla versione latina, fu tradotta in francese antico come la Vie de Saint Alexis. Più tardi, nel XIII secolo, una seconda versione italiana, De vita Beati Alexii, questa volta in volgare lombardo, fu composta da Bonvesin de la Riva.
Il Ritmo era conservato in un manoscritto del monastero benedettino di Santa Vittoria in Matenano, uno dei principali centri farfensi. Il codice è ora nella Biblioteca Comunale di Ascoli Piceno, catalogato come XXV A. 51, c. 130 f. Secondo Bruno Migliorini "Parecchi indizi confermano che l'autore del ritmo era della stessa regione da cui proviene la copia del poemetto, cioè marchigiano" e che "le numerose oscillazioni di forma che si osservano nel testo del ritmo saranno in parte dovute alla copiatura, ma altre è probabile siano mescidanze linguistiche dovute al giullare. Il quale di tanto in tanto adopera qualche verso intero o qualche parola in latino, parecchi latinismi e alcuni gallicismi".. Secondo il suo primo editore, Gianfranco Contini, il Ritmo è composto in "un koiné dell'Italia centro-orientale, la cui capitale culturale era senza dubbio Montecassino". Ha quindi molte affinità con il Ritmo cassinese: scritto nello stesso periodo nella stessa regione, metricamente e linguisticamente simile, di provenienza benedettina e giullaresco nello stile, progettato per un pubblico popolare e per delle rappresentazioni pubbliche.
Il componimento, formato da 257 versi, ha uno schema metrico formato da lasse monorime composte da una serie di ottonari o novenari seguiti da una coppia di endecasillabi. Le discrepanze e le irregolarità nella prosodia possono essere attribuite al copista, ma anche ai numerosi latinismi e gallicismi. Così com'è, il Ritmo è incompleto, fermandosi bruscamente nella narrazione, poco prima dell'arrivo dei servi di Euphemian a Edessa. Comprende la nascita, il matrimonio, le esortazioni di sua moglie, la fuga a Laodicea e gli inizi della sua vita da mendicante.